# Eirenidae
Famille
Synonymes
- Eutimidae Haeckel, 1879[1]
- Irenidae Haeckel, 1879[1]

Les Eirenidae sont une famille d'hydroméduses de l'ordre des Leptothecatae. 

## Liste des genres
Selon World Register of Marine Species (24 janvier 2019) :
- genre Eirene Eschscholtz, 1829
- genre Eugymnanthea Palombi, 1936
- genre Eutima McCrady, 1859
- genre Eutimalphes Haeckel, 1879
- genre Eutonina Hartlaub, 1897
- genre Helgicirrha Hartlaub, 1909
- genre Irenium Haeckel, 1879
- genre Neotima Petersen, 1962
- genre Phialopsis Torrey, 1909
- genre Saphenia Eschscholtz, 1829
- genre Tima Eschscholtz, 1829

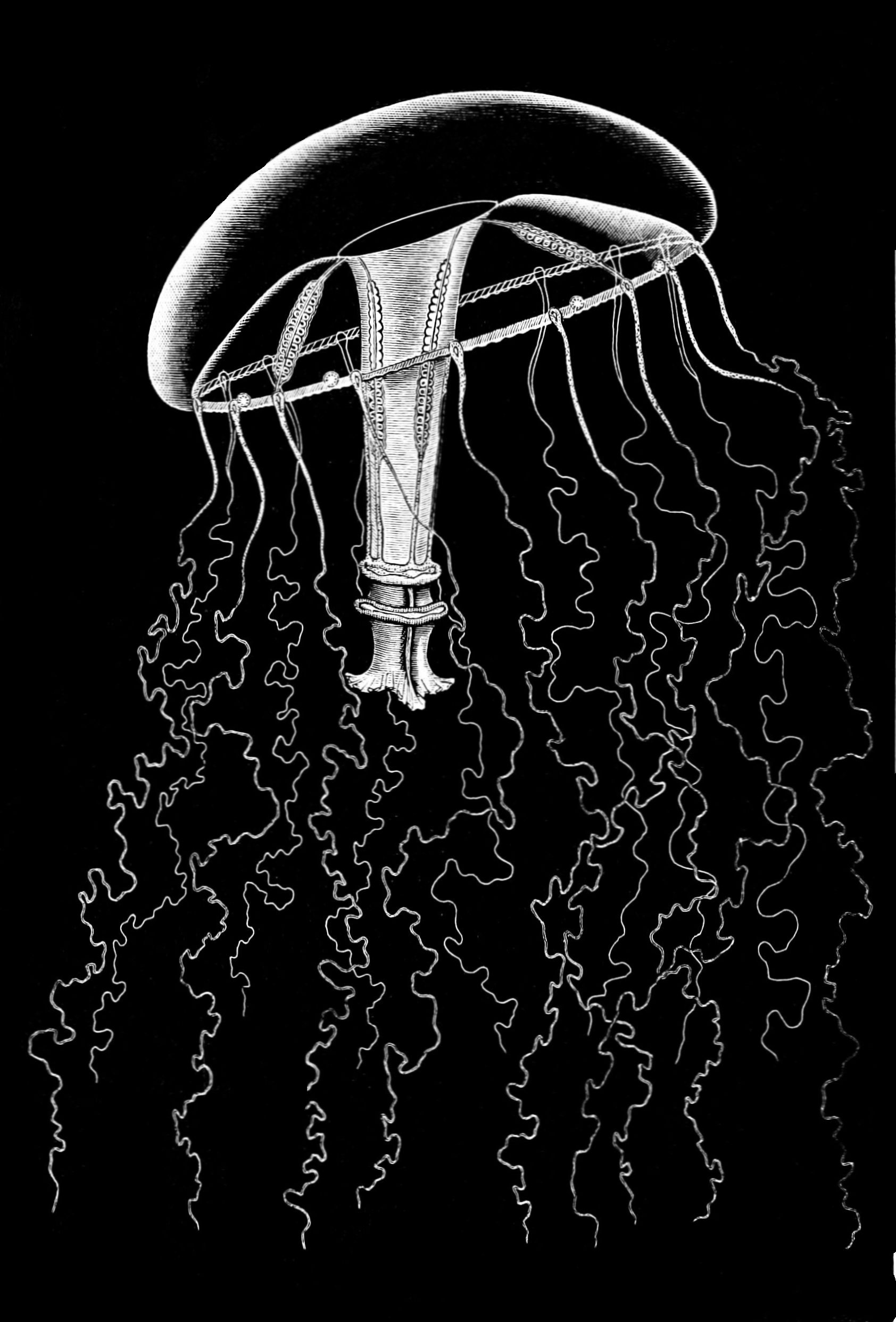
Eutima sp.
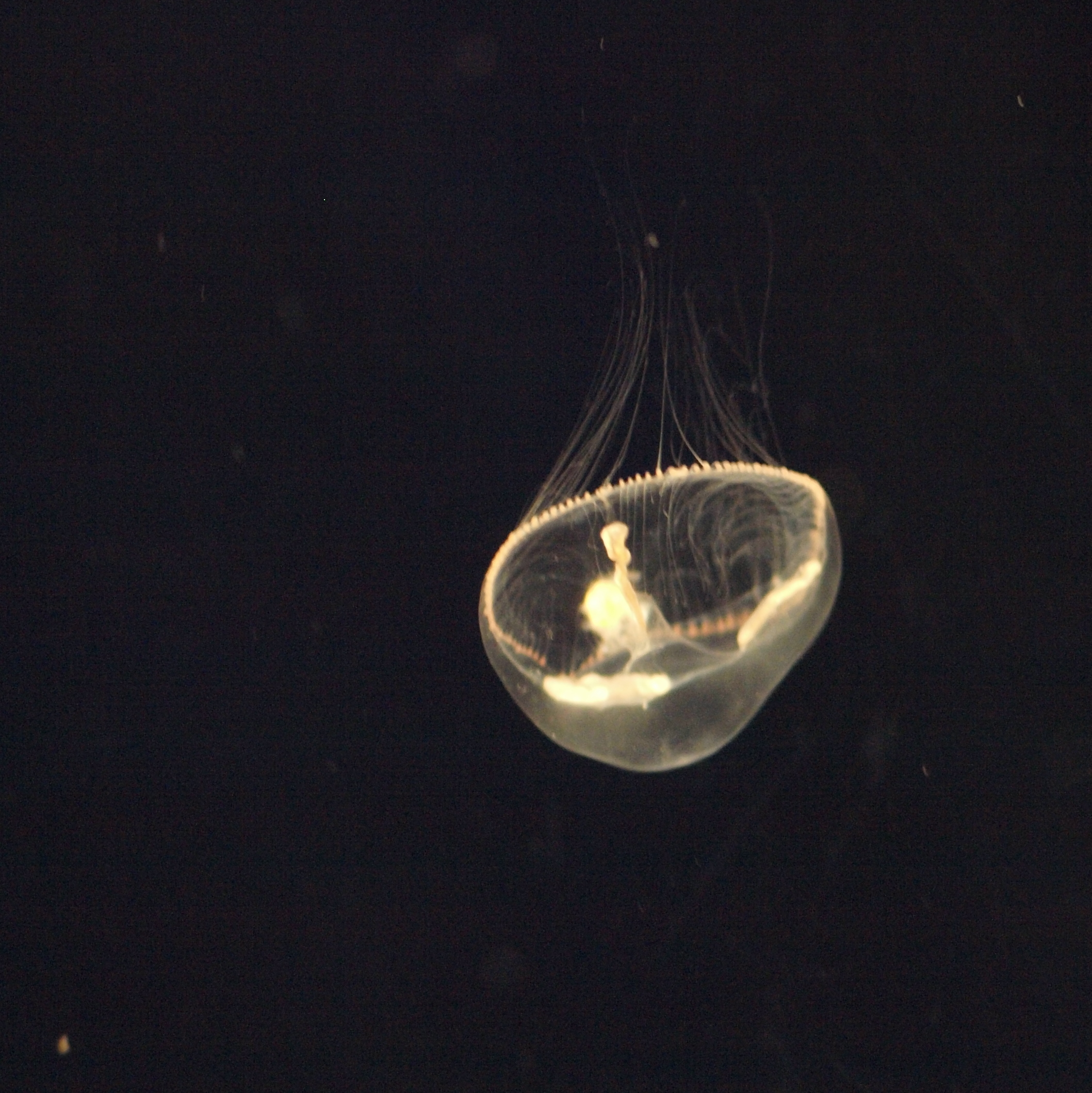
Eutonina indicans
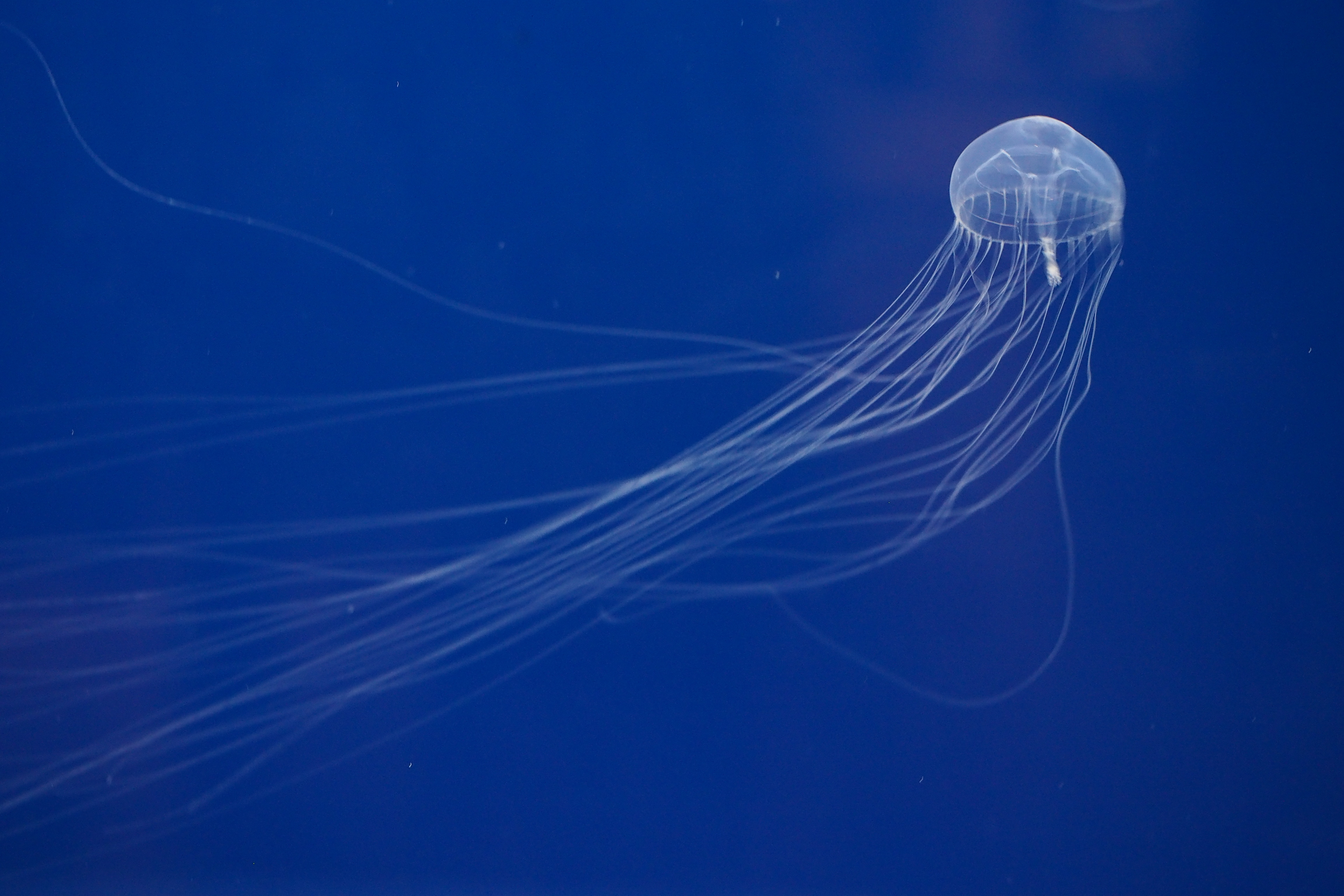
Tima formosa